# بي إم سي (شركة تركية)
بي إم سي (BMC) هي واحدة من أكبر الشركات المصنعة للمركبات التجارية والعسكرية في تركيا. تشمل منتجاتها الشاحنات التجارية والحافلات والشاحنات العسكرية والعربات المدرعة. تأسست الشركة عام 1964 بشراكة 26٪ مع شركة بريتيش موتورز البريطانية. اُستحوذ عليها من قبل شركة كوكورفا القابضة التركية في عام 1989، واستولى عليها صندوق تأمين ودائع المدخرات التركي (TMSF) التابع للحكومة التركية في عام 2013. وقد اُستحوذ على الشركة بعرض نهائي بقيمة 751 مليون ليرة تركية، من خلال شراكة 51٪ من الجانب التركي من خلال (Ethem Sancak & Talip Öztürk) و49٪ الجانب القطري من قبل لجنة صناعة القوات المسلحة القطرية(QAFIC).

## وصلات خارجية
موقع الشركة الرسمي